# Rei d'Espanya
El rei d'Espanya és el cap d'estat d'Espanya i el titular de la Corona d'Espanya, la forma en què es configura a Espanya la prefectura de l'Estat. La Constitució espanyola de 1978 regula la Corona, la persona del rei i les seves funcions en el Títol II, que comprèn els articles 56 a 65. Segons el que estableix la Constitució espanyola, el rei és el símbol de la unitat i permanència d'Espanya i li correspon arbitrar i moderar el funcionament regular de les institucions i representar el Regne d'Espanya, a més d'exercir les funcions atribuïdes expressament per la Constitució i les lleis. És també a la vegada el cap de les Forces Armades i, per tant, capità general dels Exèrcits i ostenta l'alt patronatge de les Reials Acadèmies. Des del 2014 el rei d'Espanya és Felip de Borbó i de Grècia, que va ser proclamat amb el nom de Felip VI.

## Història del càrrec
En la història de les constitucions espanyoles, les constitucions del segle xix o li donaven poders o li donaven poders molt limitats o nuls. Així, les constitucions "progressistes" (1837 i 1869) defenien la sobirania solament en la nació i restringien o suprimien els poders del rei i les constitucions "moderades" (1845 i 1876) atribuïen la sobirania a la nació i el rei i concedien més poders al rei.
Alfons XIII va abandonar Espanya l'abril de 1931 perquè s'hi havia proclamat la Segona República.
Durant el règim dictatorial del general Francisco Franco, Espanya fou proclamada regne, però el dictador es va mantindre com a cap d'estat fins a la mort. En la Llei de Successió en el Cap d'Estat de 1947 la proclamava així en monarquia i establia que el cap d'estat podria proposar a les Corts la persona que el succeiria a títol de rei o regent, podent revocar al successor designant en qualsevol cas.
El 1969 proposà a les Corts del règim a Joan Carles de Borbó i Borbó com a rei. Quan el dictador morí, el successor fou proclamat rei el 22 de novembre de 1975. Més avant, la Constitució espanyola de 1978 va mantindre en l'article 57 aquest successor com a cap d'estat.
El rei deixà de ser sobirà i queda subjecte a la Constitució i la resta de l'ordenament jurídic espanyol.
La Llei Orgànica 3/2014 va ser aprovada per a regular per als casos d'abdicacions del rei.
El 2014 s'aprovà per part del Partit Popular en solitari l'aforament del rei perquè "totes les causes civils i penals contra ells siguen vistes pel Tribunal Suprem". Aquest aformanet es va fer poc després de l'abdicació de Joan Carles de Borbó i Borbó, mitjançant la Llei Orgànica 4/2014 que reforma la Llei Orgànica del Poder Judicial.

## L'estatus del rei d'Espanya
La Constitució Espanyola de 1978, reconeix a la persona del rei o reina d'Espanya un estatus jurídic peculiar per ser un "símbol de la unitat de l'estat i ser la representació del mateix": irresponsabilitat, inviolabilitat i especial protecció penal. Açò significa inviolabilitat jurídica absoluta i prescriu tota responsabilitat per la seva part sigui política o jurídica. La Constitució estableix la invalidesa dels actes del titular de la Corona que no estiguin referendats. Correspon referendar els actes del rei al president del Govern d'Espanya, als ministres o al president del Congrés dels Diputats, segons el cas.
La inviolabilitat implica que per tots els actes no relacionats amb el referendament que faça, la figura del rei o reina és immune. Així, no es poden fer actuacions administratives o judicials davant la conduncta d'aquesta persona, fins i tot quan aquesta "conducta resultara antijurídica en els termes de l'ordenament, o afectara a drets o interessos de terceres persones". Aquesta immunitat penal "suposa una clara excepció al principi general d'igualtat proclamat en els articles 1.1 i 14 de la Constitució (segons l'últim, "els espanyols són iguals davant la llei")".

## Títols del rei d'Espanya
El títol de rei d'Espanya ve avalat per la Constitució que recupera i incorpora al text les normes expresses i tàcites que tradicionalment han regit la monarquia a Espanya. La Constitució a més reconeix al rei el dret a utilitzar la resta de títols que corresponguin a la Corona.
Alguns dels títols històrics que corresponen a la persona del rei d'Espanya són els següents, si bé quan es tracta d'estats dels que actualment no és sobirà és non pracjudicando:
- Majestat catòlica.
- Rei de Castella, d'Aragó, de Lleó, de Navarra, de Granada, de Jerusalem, de les Dues Sicílies, de València, de Galícia, de Mallorca, de Menorca, de Sevilla, de Córdoba, de Múrcia, de Jaén, dels Algarves, d'Algesires, de Gibraltar, de les Illes Canàries, de les Índies Orientals i Occidentals, de les Illes i Terra Ferma del Mar Oceà.
- Arxiduc d'Àustria.
- Duc de Borgonya, de Brabant, de Milà, d'Atenes i de Neopàtria.
- Comte d'Habsburg, de Flandes, del Tirol, del Rosselló i de Barcelona.
- Senyor de Biscaia i de Molina.
- Canonge honorífic i hereditari de l'Església Catedral de Lleó i de la Basílica de Santa Maria la Major de Roma.

## La Corona

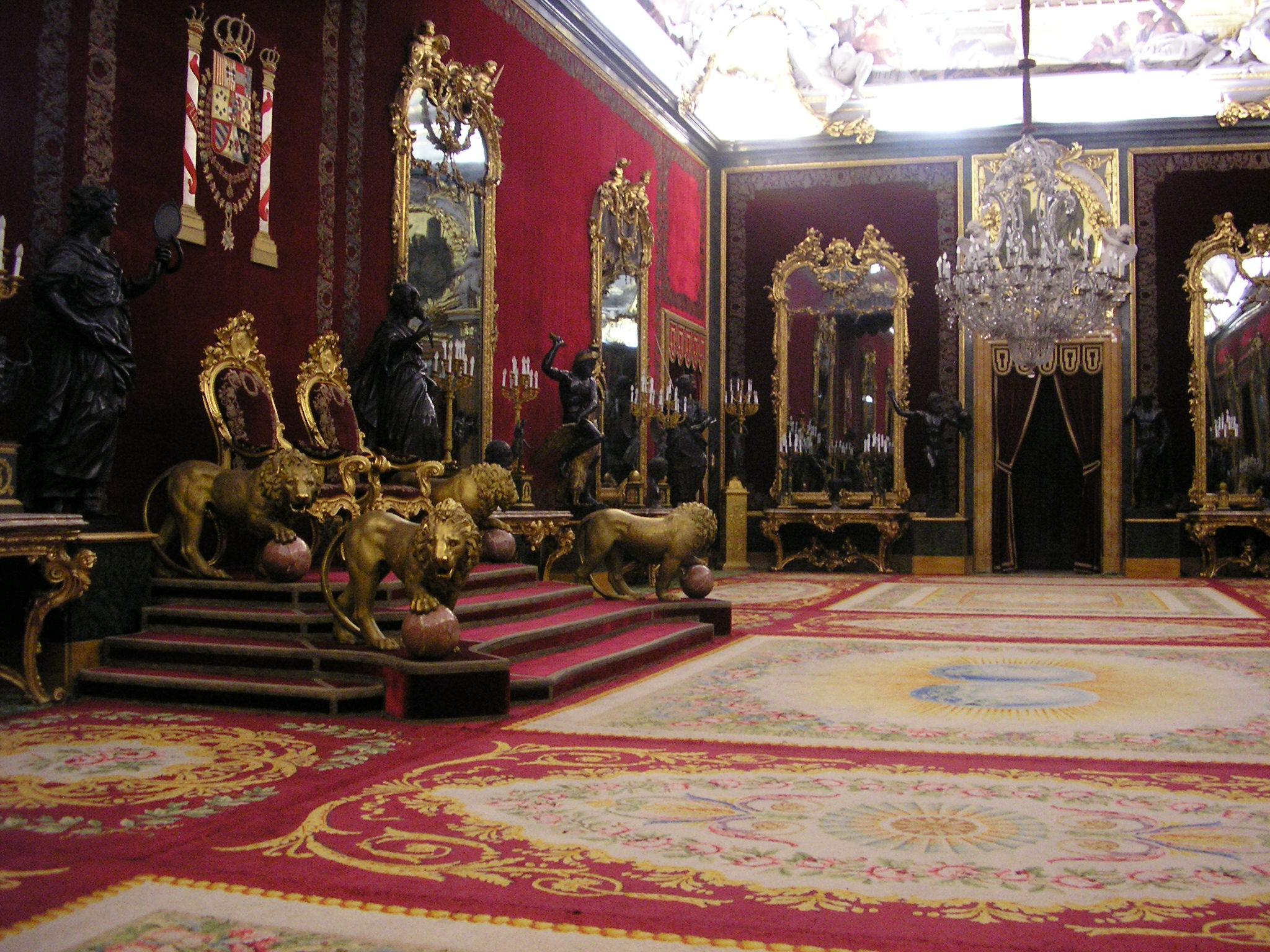
Saló del Tron al Palau Reial de Madrid.

La Corona és la institució en què es configura a Espanya el cap de l'estat. Algunes característiques pròpies de la monarquia espanyola són:
- La successió hereditària del titular de la Corona en els successors del rei Joan Carles I.
- La inviolabilitat i immunitat absolutes del seu titular.
- L'absència d'iniciativa política i de poder efectiu.
- Gaudir d'un elevat grau d'autoritat.
- La realització per part del seu titular d'una sèrie d'actes establerts per les normes per al funcionament regular de les institucions de l'estat.

L'hereu de la Corona rep la dignitat de príncep d'Astúries i la resta de títols vinculats històricament al successor de la Corona d'Espanya.

## La successió a la Corona
La Constitució espanyola regula la successió a la Corona d'Espanya en els hereus del rei a l'article 57. La successió segueix l'ordre regular de primogenitura i representació, sent sempre preferida la línia anterior que a la posterior, en la mateixa línia el més proper al més llunyà, en el mateix grau l'home sobre la dona i en el mateix sexe la persona de més edat a la de menor.
Quan la Corona queda vacant per mort, abdicació o renúncia del seu titular es converteix en rei el fill de més edat de l'anterior titular. En absència de fills mascles i de descendents d'aquests, es converteix en reina la filla de més edat. Si no hi ha descendència de cap tipus, es converteix en rei el germà del titular de més edat. En absència de germans mascles i de descendents d'aquests, li correspondria a la germana del titular de més edat. En cas d'absència de descendents i germans i els seus descendents del titular, serien cridats a succeir-lo la resta de parents de graus i línies més llunyanes.
Aquest tipus de successió s'anomena agnatícia i no sàlica. A diferència de la Llei Sàlica, la successió agnatícia no exclou la dona de la successió, sinó que únicament les situa darrere dels seus germans mascles, encara que aquests siguin menors d'edat. Hi ha hagut la discussió sobre la idea de modificar la Constitució per permetre que la successió operi a favor de la persona de més edat, amb independència del seu sexe, cosa que suposaria l'establiment d'una successió per primogenitura estricta. Açò implicaria substituir una discriminació per sexe per una d'edat, cosa controvertida. Segons explica López Guerra (2019, p. 75), "açò mostra la dificultat de traslladar a institucions com la monarquia els principis comuns als drets individuals reconeguts en els règims constitucionals".
Si s'extingeixen totes les línies cridades en dret a succeir el titular de la Corona, les Corts Generals proveiran la successió a la Corona a la forma que més convingui als interessos d'Espanya.
Les persones que tinguin dret a la successió a la Corona poden casar-se lliurement. Si el matrimoni se celebra tot i la prohibició expressa del rei i de les Corts Generals, els qui tenen dret a la successió queden exclosos de la mateixa igual que els seus descendents, tal com s'estableix a l'article 57.4 de la Constitució.
Les abdicacions i renúncies, així com qualsevol dubte de fet o de dret entorn de l'ordre de successió es resoldran a través d'una llei orgànica.

## Regència

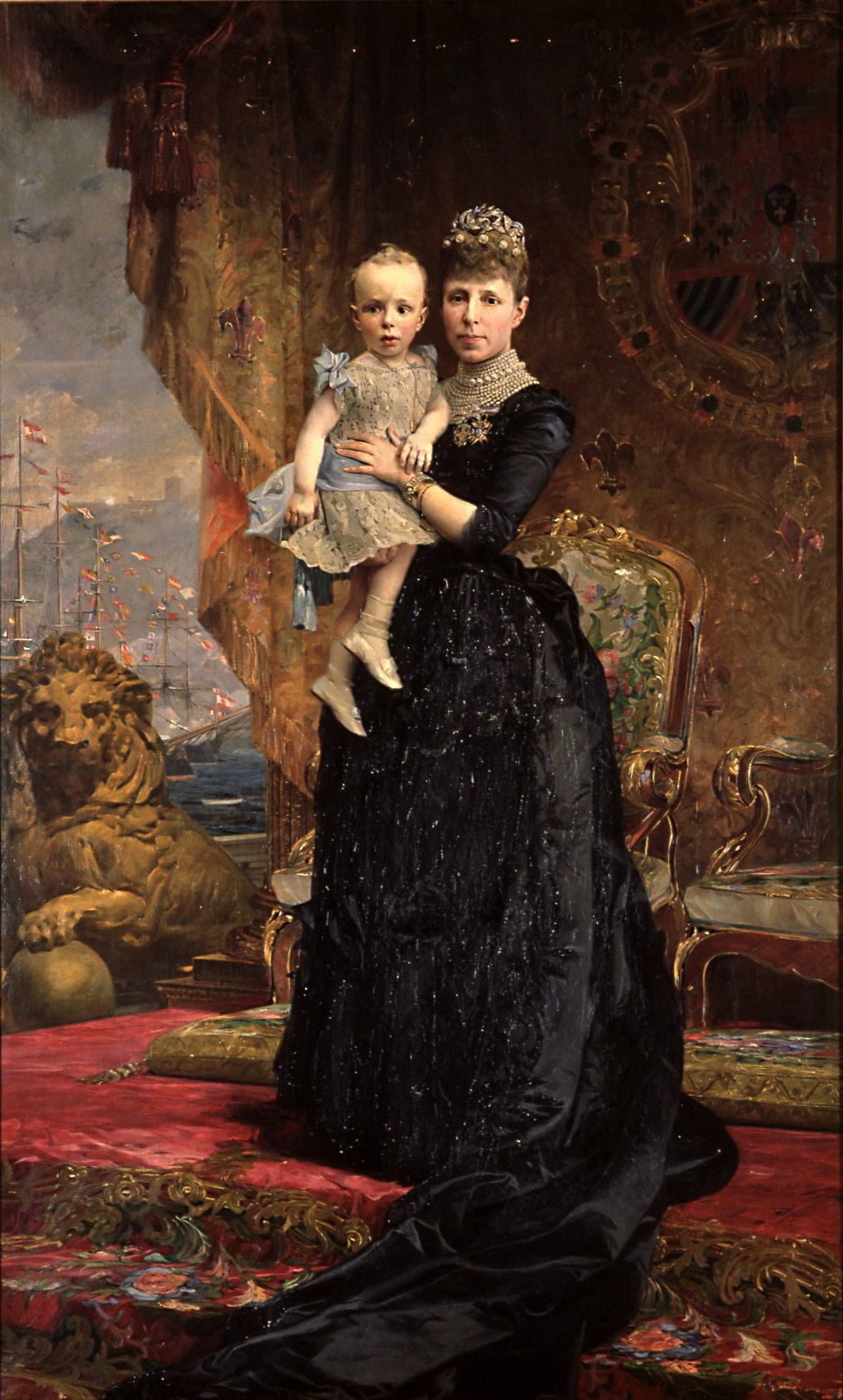
Maria Cristina d'Habsburg-Lorena, va ser la darrera regent espanyola durant la minoria d'edat del rei Alfons XIII de 1885 a 1902.

La Regència és una institució interina que sorgeix quan el legítim titular de la Corona està impedit per exercir-la sigui per minoria d'edat o per malaltia física o mental.
Quan el rei és menor d'edat, és el pare o la mare del rei qui exerceix la regència i, si no n'hi ha, el parent major d'edat més proper a succeir-lo a la Corona, segons l'ordre establert a la Constitució. En aquest supòsit la Regència s'entra a exercir immediatament i s'exercirà fins que duri la minoria d'edat del rei o reina.
En el cas que s'inhabiliti el rei per a l'exercici de la seva autoritat i la impossibilitat fos reconeguda per les Corts Generals, la Regència seria exercida pel príncep hereu de la Corona si fos major d'edat. Si no ho fos, seria exercida pel parent major d'edat més proper a la successió de la Corona fins a la majoria d'edat del príncep d'Astúries.
Les Corts Generals podrien nomenar una, tres o cinc persones per exercir la Regència en el cas que no hi hagués cap persona a qui li correspongui exercir-la d'acord amb els preceptes constitucionals.
L'únic requisit per exercir-la és el de tenir la nacionalitat espanyola i ser major d'edat. La Regència s'exerceix per mandat constitucional i en nom del rei.

### Tutela del rei o reina menor d'edat
En el cas que el rei o reina sigui menor d'edat serà el seu tutor aquell que hagi estat nomenat com a tal al testament del rei difunt, sempre que sigui major d'edat i espanyol de naixement. En el cas que no hagi estat nomenat, serà el tutor el pare o la mare del rei, mentre siguin vidus. En cas que no pugui ser així, el tutor serà nomenat per les Corts Generals.
Només podran acumular el càrrec de regent i de tutor del rei menor el pare, la mare o les ascendents directes del rei. L'exercici de la tutela també és incompatible amb tot càrrec o representació política.

## Jurament del rei davant les Corts Generals
El rei d'Espanya en ser proclamat davant les Corts Generals prestarà jurament de desenvolupar fidelment les seves funcions, guardar i fer guardar la Constitució i les lleis i respectar els drets dels ciutadans i de les comunitats autònomes.
L'hereu de la Corona quan arribi a la majoria d'edat i el regent o regents al fer-se càrrec de les seves funcions, hauran de prestar el mateix jurament, així com el de fidelitat al rei.

## Funcions constitucionals del rei

Guió del rei Felip VI d'Espanya

Escut d'armes del rei Felip VI

El rei o reina d'Espanya realitza una sèrie de funcions que són regulades per la Constitució:
- Sancionar i promulgar les lleis. La sanció és una funció certificant després d'haver estat aprovat el text per les Corts Generals, la promulgació suposa ordenar la publicació de la llei.
- Convocar i dissoldre les Corts Generals i convocar eleccions en els termes previstos per la Constitució.
- Convocar a referèndum a la ciutadania en els casos previstos per la Constitució.
- Proposar al Congrés dels Diputats el candidat a la Presidència del Govern, nomenar-lo i cessar-lo en els termes previstos per la Constitució.
- Nomenar i separar els membres del Govern, a proposta del seu president.
- Expedir els decrets acordats al Consell de Ministres, conferir places civils i militars, quan ho estimi oportú, a petició del president del Govern.
- El comandament suprem de les Forces Armades de Terra Mar i Aire.
- Exercir el dret de gràcia d'acord amb la llei, que no podrà autoritzar indults generals.
- L'alt patronatge de les reials acadèmies.
- Acreditar places d'ambaixadors, consuls i altres representants diplomàtics espanyols i davant seu s'acrediten els ambaixadors i representants diplomàtics estrangers.
- Manifestar el consentiment de l'estat per obligar-se per mitjà de tractats internacionals.
- Declarar la guerra i fer la pau, prèvia autorització de les Corts Generals.[12]
- Presideix l'entrega de despatxos i diplomes fetes a les acadèmies i escoles superiors militars.
- Es reuneix anualment amb els tres exèrcits en la festa de la Pasqua Militar.[1]

És president d'honor del patronat de l'Institut Cervantes i la fundació Pro Reial Acadèmia de la Llengua. A més, entrega els Premis Cervantes cada any.
La funció de tindre el comandament suprem de les Forces Armades, tal com estableix l'article 62.b de la CE, s'ha interpretat de manera simbòlica excepte en el cas que el govern es trobara impossibilitat d'actuar (com va ocórrer durant el cop d'estat del 23-F).

## Els actes del rei
Els actes del rei són referendats pel president del Govern, els ministres o el president del Congrés dels Diputats, segons el cas. Aquesta figura jurídica, regulada als articles 56.3 i 64 de la Constitució espanyola, assumeix que els actes del rei són per si sols invàlids i que només tenen eficàcia quan són validats per la persona que correspongui segons el cas. Dels actes del rei només en són responsables les persones que els referenden.
S'exceptuen d'aquesta obligació els nomenaments i relleus dels membres civils i militar de la Casa del Rei.
Els missatges reials poden ser cerimonials o protocol·laris, com el de cap d'any, o polítics. Aquests últims són entessos que són expressió de la voluntat del govern espanyol si aquest últim no s'hi oposa.

## Família Reial

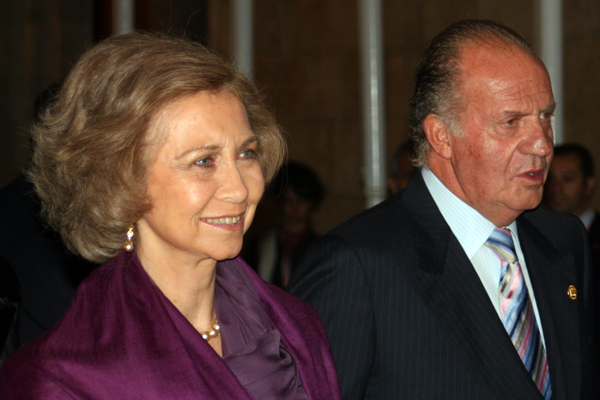
Els reis Joan Carles i Sofia, pares de l'actual rei Felip VI, també integren la Família Reial.

La Família Reial està formada pel rei o reina d'Espanya, titular de la Corona, de la reina consort o del consort de la reina, dels descendents comuns dels dos i dels seus consorts. També integren la família reial els ascendents en primer grau del titular de la Corona.
La dona casada amb el rei d'Espanya té la dignitat de reina i rep el tractament de majestat.
L'home casat amb la reina d'Espanya té la dignitat de príncep i rep el tractament d'altesa reial.
La constitució exclou expressament a la reina consort o al consort de la reina de l'exercici de les funcions constitucionals, exceptuant el que s'estableix per la Regència.
L'hereu a la Corona d'Espanya rep la dignitat de príncep o princesa d'Astúries i el tractament d'altesa reial. D'igual tractament i dignitat participarà el o la seva consort.
Els fills del rei que no siguin príncep o princesa d'Astúries i els fills d'aquest príncep o princesa són infants d'Espanya i reben el tractament d'altesa reial.
Els fills dels infants o infantes d'Espanya són grans d'Espanya i tenen dret al tractament d'excel·lència.

### Membres de la Família Reial
Integren actualment la Família Reial espanyola els següents membres:
- S.M. El rei Felip VI
- S.M. La reina Letizia.
  - S.A.R. la princesa d'Astúries.
  - S.A.R. La infanta Sofia.
- S.M. El rei Joan Carles.
- S.M. La reina Sofia.

### Familiars de S.M. El rei
Són família del rei Felip VI, però no integren la Família Reial els següents membres:
- S.A.R. La infanta Helena, duquessa de Lugo.
- S.A.R. La infanta Cristina.
- Excm. Sr. Iñaki Urdangarín.
- S.A.R. La infanta Pilar, duquessa de Badajoz.
- S.A.R. La infanta Margarida, duquessa de Soria i Hernani.
- Excm. Sr. Carlos Zurita, duc consort de Soria i Hernani.
- S.A.R. La princesa Anna, duquessa vídua de Calàbria i comtessa vídua de Caserta.

## Ordes que regeix

Collar de l'Orde del Toisó d'Or

El rei d'Espanya és alhora el sobirà i gran mestre dels següents ordes:
- Gran mestre de l'Insigne Orde del Toisó d'Or (màxima distinció espanyola).
- Gran mestre del Reial i Distingit Orde Espanyol de Carles III (la màxima distinció al mèrit civil a Espanya).[22]
- Gran mestre del Reial Orde d'Isabel la Catòlica (destinada als qui beneficiïn les relacions exteriors d'Espanya).[23]
- Gran mestre del Reial Orde d'Alfons X el Savi (al mèrit acadèmic).[24]
- Gran mestre del Reial i Militar Orde de Sant Hermenegild (orde militar espanyol).[25]
- Gran mestre dels ordes militars de Montesa, d'Alcántara, de Calatrava, de Santiago, com també d'altres ordes militares menors o condecoracions d'Espanya.
- Gran mestre de l'orde militar de la Creu Roja.

## Salari
El salari assignat al monarca, consignat al pressupost de la Casa del Rei, el 2014 ascendia a 140.519 euros a més de 152.233 euros en concepte de despeses de representació, és a dir, un total de 292.752 euros bruts (previ pagament d'impostos).